# Сотін Володимир Ігорович
Сотін Володимир Ігорович (нар. 18 листопада 1992, м. Мелітополь, Запорізька область). український кікбоксер. Заслужений майстер спорту України  з кікбоксингу (2020 рік). Дворазовий Чемпіон Світу з кікбоксингу WPKA та ISKA (2013р. та 2019р. ) Чемпіон Європи з кікбоксингу ISKA 2018 року. Багаторазовий призер (13 нагород) чемпіонатів Світу та Європи (2009-2019 роки). Більш ніж 15 разів ставав Чемпіоном України з кікбоксингу WPKA, ISKA, WAKO в період з 2007 до 2019 років. Капітан студентської збірної України з кікбоксингу WPKA (2013 рік). Розпочав свою спортивну кар'єру у 1998 році. З 2010 року проживає та тренується у місті Ірпінь (Київська область). У березні 2020 року завершив спортивну кар'єру та перейшов до тренерської роботи.

## Життєпис
Народився 18 листопада 1992 року в місті Мелітополь Запорізької області, Україна.
Батьки родом з Мелітополя. Мати за фахом вихователька дитячого садку, батько - військовий. З дитинства Володимир почав займатись таеквондо WTF, але через відсутність змагань в 13 років перейшов до секції кікбоксингу під керівництвом Ящука Володимира Сергійовича. Також 3 роки присвятив футболу. 
Закінчив школу №25 в місті Мелітополь з золотою медаллю 
та Національний університет податкової служби України в місті Ірпінь.

## Спортивна кар’єра
Розпочав свою кар‘єру Володимир в 1998 році з секції таеквондо WTF. У 2002 році взяв участь у перших своїх змаганнях - Чемпіонат Запорізької області з таеквондо WTF, де здобув перемогу. Найбільший результат в цьому спорті - третє місце на Чемпіонаті України у 2004 році. Через велику відсутність змагань у 2007 році вирішив змінити напрямок спорту, та перейшов до тренера Ящука Володимира Сергійовича. 
Перший серйозний здобуток відбувся у 2008 році - перемога на юнацькому Чемпіонаті України з кікбоксингу WPKA та отримання звання Кандидат в майстри спорту. 
У 2009 році отримав виклик в збірну України та поїхав на Чемпіонат Світу з кікбоксингу WPKA до Мадрида. У двох розділах здобув бронзову та срібну медаль. Виконав норматив Майстер спорту України.
Через вступ до ВНЗ та переїзд до Ірпеня  Володимир мусив пропусти Чемпіонат світу у 2010 році, що відбувався в Греції.
На домашньому Чемпіонаті світу у 2011 році дійшов до півфіналу, але поступився іспанцю Лопезу Хосе та здобув бронзову нагороду. 
Наступного року полетів разом зі збірною України до Греції, щоб ще раз поборотися за звання найсильнішого на планеті. Але знову програвши в півфіналі здобу бронзу.
У 2013 році на Чемпіонаті світу в Афінах здобув перемогу у ваговій категорії до 75 кг. Виконав норматив Майстер спорту міжнародного класу.
У травні 2018 року на домашньому Чемпіонаті Європи здобув чотири перемоги та завоював золоту медаль.
У жовтні 2019 року вилетів до Ірландії на свій черговий Чемпіонат світу. Провівши чотири поєдинки, здолавши суперників з Англії, України та двох представників Німеччини, здобув перемогу. 
Виконав норматив Заслужений майстер спорту України.
Загалом за кар‘єру більш ніж п‘ятнадцять разів ставав Чемпіоном України та володарем Кубку України з кікбоксингу.
У березні 2020 року завершив спортивну кар‘єру. Наразі працює тренером з кікбоксингу.
Тренерську діяльність розпочав у 2017 році на базі спортивного клубу «Реформа». За п‘ятирічну кар‘єру тренера виховав:
- 29 переможців та призерів Чемпіонатів України з кікбоксингу ІСКА;
- 23 володарі та призери Кубків України з кікбоксингу ІСКА;
- 8 призерів та чемпіонів Міжнародних змагань;
- 3 Кандидати у Майстри спорту України.
З 31 жовтня по 6 листопада 2022 року вперше взяв участь, як тренер, та підготовив до Чемпіонату Світу шістьох підопічних, які у складі Національної збірної команди України поклали до скарбнички 15 нагород. Четверо підопічних стали Чемпіонами Світу з кікбоксингу ІСКА.
1. Карабутов Данило - триразовий Чемпіон світу серед дорослих. Не програв жодного бою (65 кг.) 
2. Кривохатько Микита - дворазовий Чемпіон світу та бронза (50 кг.)
3. Галущенко Семен - Чемпіон Світу та срібло (30 кг.) 
4. Барілов Гліб - Чемпіон Світу та бронза (35 кг.) 
5. Ігнатенко Дмитро - двічі срібний призер (85 кг.) 
6. Юрченко Дмитро - срібний та двічі бронзовий призер (35 кг.)

## Нагороди
• 2008 рік - Кандидат в майстри спорту
• 2010 рік - Майстер спорту України
• 2013 рік - Майстер спорту міжнародного класу
• 2020 рік - Заслужений майстер спорту України

## Особисте життя
Сімейний стан: одружений. Дружина - Оксана Сотіна. 
Є рідна сестра. 
Уболіває за футбольний клуб «Динамо» (Київ).